# Parbhani (stad)
Parbhani is een nagar panchayat (plaats) in het district Parbhani van de Indiase staat Maharashtra. 

## Demografie
Volgens de Indiase volkstelling van 2001 wonen er 259.170 mensen in Parbhani, waarvan 52% mannelijk en 48% vrouwelijk is. De plaats heeft een alfabetiseringsgraad van 67%. 